# Tintorera
Tintorera (¡Tintorera!) è un film del 1977 diretto da René Cardona Jr. ed è una coproduzione anglo-messicana conosciuta anche con i titoli internazionali Tintorera: Killer Shark e Tintorera: Tiger Shark. La trama del film trae spunto dall'omonimo libro di Ramón Bravo (pubblicato in tempi non sospetti) ciò nonostante risulta essere una delle tante pellicole girate sulla scia del successo de Lo squalo di Spielberg e basate, come il loro capostipite, sul tema dello squalo assassino. Tra gli interpreti è da segnalare la presenza, fra gli altri, di Hugo Stiglitz e Priscilla Barnes.
Quentin Tarantino, grande estimatore della pellicola, ha dichiarato pubblicamente di possederne una copia nella sua collezione privata.

## Trama
(Il turista Steve al pescatore Colorado tornando da una battuta di pesca allo squalo)
Durante una vacanza in Messico il benestante Steve, un giovane apparentemente scontroso, incontra Patricia una affascinante turista appena giunta sul posto per una breve vacanza. Senza perdere tempo inizia a corteggiarla fino a farle accettare un invito a cena sulla sua barca. Dopo questo breve flirt, a causa di una banale incomprensione, i due si separano. Il giorno seguente Steve ritrova la ragazza in compagnia di Miguel, un playboy con due passioni: le donne e la caccia agli squali.  Inizialmente rivali per via della ragazza i due giovani litigano fino ad arrivare alle mani. Quando però Patricia scompare, senza lasciare detto nulla, diventano amici. Iniziano così ad andare a pesca insieme, a spartirsi le donne, fino al punto di arrivare a formare un consolidato triangolo amoroso con Gabriella, una turista inglese in cerca di avventure. Steve, prima ostico nei confronti di chi prende la vita con leggerezza senza pensare al futuro ma solo a divertirsi, confessa all'amico Miguel di provare gusto per questa nuova esperienza e che il merito, di questo cambiamento, è tutto suo. Ma quello che era iniziato come un semplice e innocente divertimento estivo finisce presto in tragedia a causa della presenza di una femmina di squalo tigre (una tintorera) decisa a rendere la vita impossibile al gruppo di amici.

## Produzione

### Cast
La coppia di attori Stiglitz-García, scelta da René Cardona Jr. per questo film, verrà poi impiegata dallo stesso regista anche in alcuni suoi lavori successivi come Il triangolo delle Bermude e Cyclone.
Nel film compare anche una sconosciuta Priscilla Barnes divenuta poi famosa per aver interpretato per alcuni anni una delle componenti della serie tv americana Tre cuori in affitto.

### Lo squalo tintorera
Lo squalo protagonista del film appartiene ad una specie realmente esistente. Il termine tintorera, infatti, viene utilizzato in alcuni paesi di lingua spagnola per indicare una specie di squalo tigre.

### Riprese
Le riprese del film sono state effettuate nello stato messicano di Quintana Roo e più precisamente nelle località Isla Mujeres, Cancún, Tulum e Puerto Juarez dal 3 luglio al 15 settembre 1976.
Tutte le riprese sottomarine (realizzate sempre con squali veri) sono state affidate all'esperto operatore di riprese subacquee Ramón Bravo.

### Durata
Nella versione originale messicana la durata del film è superiore alle 2 ore mentre nella versione riadattata e rivista per il mercato internazionale è di soli 85 minuti.

## Promozione

### Locandine
In alcune locandine originali dell'epoca, oltre al titolo principale "Tintorera" è presente anche il sottotitolo "Lo squalo che uccide". Questa aggiunta, probabilmente, era dovuta al tentativo di sfruttare al massimo il successo generato dal film di Spielberg.

### Slogan
"Su un panfilo nasce un violento, morboso amore a tre... arriva « TINTORERA » lo squalo tigre... la morte!" è lo slogan utilizzato per pubblicizzare il film, sui quotidiani dell'epoca, nelle pagine dedicate alla programmazione cinematografica.

### Campagna virale
All'uscita del film si sparse la voce che durante le riprese un uomo morì realmente a causa dell'attacco di uno squalo tigre. La notizia non ebbe mai smentite ufficiali ma nemmeno conferme. Tale vicenda risultò utile comunque alla promozione stessa del film.

## Distribuzione
Il film è stato distribuito nelle sale cinematografiche italiane a cavallo tra l'agosto e il settembre del 1977.

### Data di uscita
Alcune date di uscita internazionali nel corso degli anni sono state:
- 7 aprile 1977 in Messico (¡Tintorera!)
- 25 agosto 1977 in Italia[14]
- 7 giugno 1978 negli Stati Uniti d'America (Tintorera: Killer Shark)
- 18 novembre 1978 nel Regno Unito (Tintorera... Bloody Waters)

### Divieti
Diverse nazioni hanno imposto dei divieti ad un pubblico minore:
- Italia vm 14
- Regno Unito vm 14
- USA vm 17 non accompagnati
- Messico vm 15

## Accoglienza

### Incassi
Costato 2 milioni di dollari, il film ha avuto un incasso globale al botteghino di 40 milioni di dollari.

### Critica
Nonostante l'inevitabile accostamento come figlio illegittimo della celebre pellicola Lo squalo il film ha ricevuto anche critiche positive. Achille Valdata sul giornale La Stampa, in un articolo del 1977 dedicato alla presentazione del film, scrisse che "in confronto al modello di Spielberg ha il vantaggio di mostrare pescicani veri, non di plastica e col motorino dentro come nell'antecedente pellicola hollywoodiana" e che erano presenti "suggestive e frequenti riprese sottomarine, curiosamente alternate a scene mondane e addirittura erotiche, ravvivate queste dalla piacevole presenza di Susan George".

## Riconoscimenti
Nel 2010 Quentin Tarantino ha presentato al Festival Internazionale del Cinema di Morelia (FICM) una proiezione speciale della copia di Tintorera proveniente dalla sua collezione privata. Il suo scopo (oltre a rendere omaggio al film, al regista e agli attori) era quello di far conoscere al pubblico messicano la versione "statunitense" del film così come lui la conobbe da ragazzo quando venne proiettata nelle sale del suo paese.